# كتانية هزيلة
الكتانية الهزيلة (باللاتينية: Linaria macilenta) نوع نباتي يتبع جنس الكتانية من الفصيلة الحملية من رتبة الشفويات.

## الموئل والانتشار
موطنها سيناء.